# NGC 967
NGC 967 este o galaxie lenticulară situată în constelația Balena. A fost descoperită în 10 noiembrie 1835 de către John Herschel. Se află la o distanță de 89,95 de megaparseci de Pământ.